# Cola de caballo (peinado)

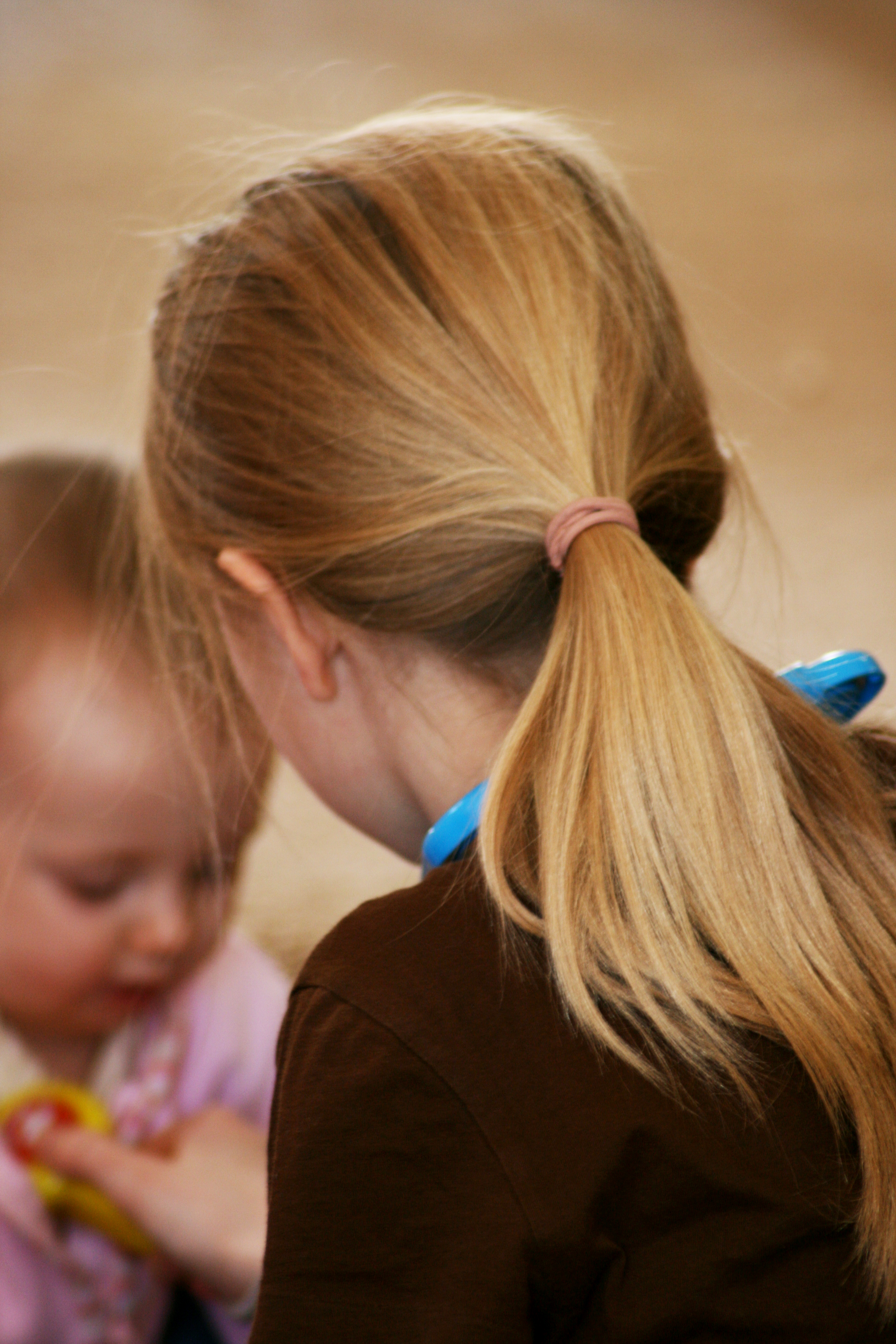
Chica con cola de caballo.

Una cola de caballo o coleta es un peinado en que la mayoría o todo el pelo en la cabeza es apartado del rostro, juntado y asegurado en la parte posterior de la cabeza con un lazo de pelo, una pinza o un dispositivo similar, y se deja colgar libremente.
Tiene su nombre de su parecido a la cola de un caballo o poni. Las colas de caballo son comunes agarradas en el centro de la parte posterior de la cabeza, o la base de la nuca. Dependiendo en las modas, también pueden ser usadas en el lado de la cabeza (que a veces es considerado formal) que se usa sobre una oreja, o en la parte superior de la cabeza (permitiendo que el cabello caiga en la espalda o un lado de la cabeza). Si el cabello es dividido así cuelga de dos secciones son coletas, y si es trenzado se le llama trenzas. Es común para aquellos que utilizan coletas apretadas que experimenten alopecia. A veces puede causar dolor de cabeza.

## Cola de caballo en niñas y mujeres

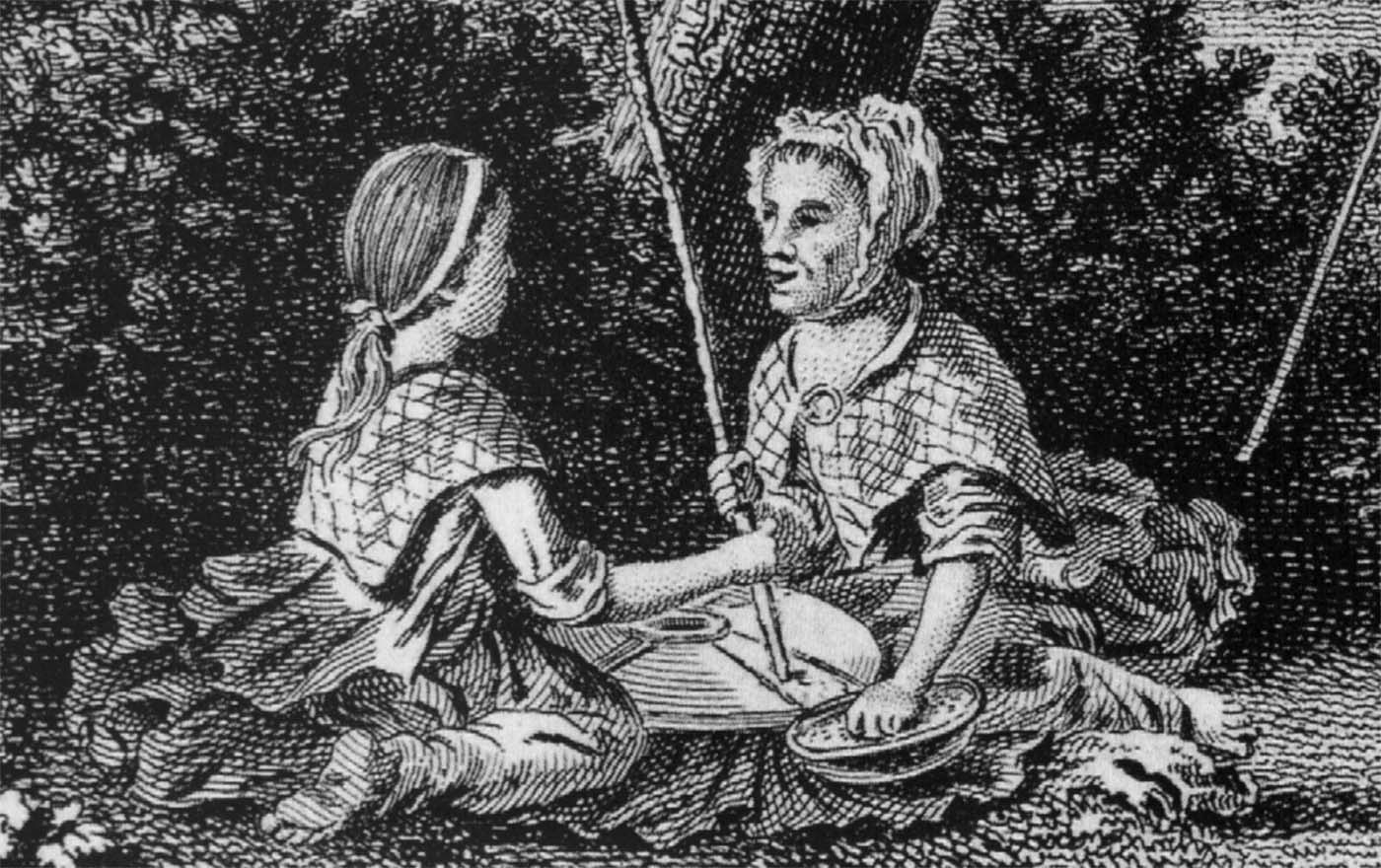
Detalle de un grabado del siglo XVIII de una joven y una anciana moliendo grano, la chica (a la izquierda) con una cola de caballo.

Las mujeres (en comparación con las niñas) cumpliendo con la moda europea del período gregoriano y el siglo XX raramente eran vistas fuera de la alcoba con su pelo en una forma informal como una cola de caballo.
Hoy en día, las mujeres comúnmente llevan su cabello en colas de caballo en ambientes informales y de oficinas o cuando hacen ejercicio; son propensas a elegir estilos más elaborados (como las trenzas y accesorios que sean parecidos) para ocasiones formales. Es una opción práctica y mantiene el pelo fuera de los ojos. Mantiene el cabello fuera del cuello también. La cola de caballo también es popular en las niñas en edad escolar, en parte porque el pelo suelto se asocia con juventud y por su simplicidad; una chica joven es probable que ate su propio cabello en una clase de deportes, por ejemplo.

## Como peinado de hombre

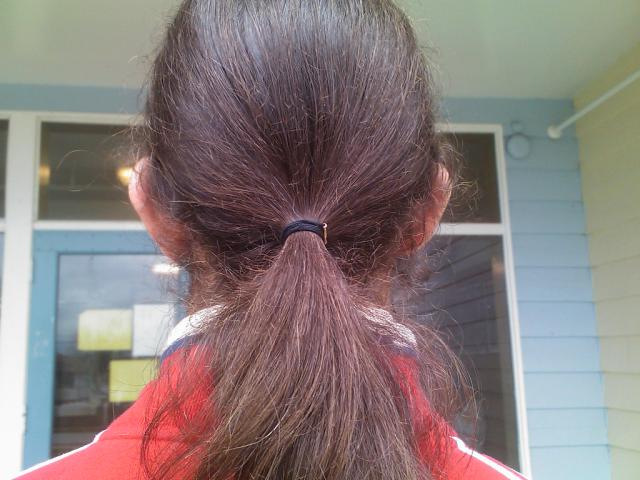
Una cola de caballo masculina.

A finales de 1980, una cola de caballo corta era visto como una moda vanguardista para los hombres que querían destacarse de la multitud, pero mantenían su cabello plano. La cola de caballo de Steven Seagal en Marked for Death, es un ejemplo.
Los hombres que tienen su cabello largo, o a veces lisos, frecuentemente se lo atan en una cola de caballo.
En la segunda mitad del siglo XVIII, la mayoría de los hombres en Europa vestían su cabello largo y atado en lo que ahora describimos como una cola de caballo, aunque a veces era recogido en una bolsa de seda que permitía que el cabello caiga. En ese momento, era conocido comúnmente por la palabra Francesa por "cola", queue. Era un peinado obligatorio para los hombres en los ejércitos Europeos hasta principios del siglo XIX, después la mayoría de los civiles dejaron de utilizar las colas de caballo. 
El ejército Británico fue el primero en prescindirlo, y al final de las Guerras Napoleónicas la mayoría de los ejércitos habían cambiado sus reglamentos para hacer el pelo corto obligatorio.